# Jefferson Montero
Jefferson Antonio Montero Vite (ur. 1 września 1989 w Babahoyo) – ekwadorski piłkarz występujący na pozycji lewego skrzydłowego, obecnie zawodnik ekwadorskiego klubu Emelec.

## Kariera klubowa
Montero pochodzi z miasta Babahoyo, gdzie grał w piłkę w lokalnych amatorskich klubach i był powoływany do reprezentacji prowincji Los Ríos. Jako siedemnastolatek przeszedł do drużyny CS Emelec z siedzibą w mieście Guayaquil i pomimo młodego wieku od razu został włączony do zespołu seniorów. W ekwadorskiej Serie A zadebiutował 10 lutego 2007 w przegranym 2:4 spotkaniu z El Nacional. Jego dobra forma zaowocowała powołaniami do reprezentacji, zarówno młodzieżowej, jak i dorosłej. W styczniu 2008 przeszedł do drugoligowego Independiente José Terán, gdzie szybko wywalczył sobie miejsce w pierwszym składzie. Kilka miesięcy później został wypożyczony na pół roku do klubu Dorados de Sinaloa z drugiej ligi meksykańskiej – Primera División A, do którego dołączył razem ze swoim rodakiem José Madridem. Nie zdołał awansować z nim do najwyższej klasy rozgrywkowej, co udało mu się za to po powrocie do José Terán w 2009 roku, kiedy przez pierwszą połowę sezonu znajdował się w czołówce klasyfikacji strzelców.
Latem 2009 Montero za sumę pół miliona euro zasilił hiszpański Villarreal CF. W swoim premierowym sezonie 2009/2010 występował wyłącznie w rezerwach klubu, w barwach których strzelił dziesięć goli w 32 spotkaniach Segunda División. Dzięki swoim udanym występom został włączony do drużyny seniorów w roli następcy Roberta Pirèsa; w Primera División zadebiutował 29 sierpnia 2010 w przegranym 0:1 meczu z Realem Sociedad, za to premierowego gola zdobył 7 listopada tego samego roku w wygranej 4:1 konfrontacji z Athletic Club. Po raz pierwszy wziął także udział w międzynarodowych rozgrywkach, Lidze Europy. W połowie sezonu 2010/2011 został wypożyczony na okres sześciu miesięcy do Levante UD, gdzie na ogół był rezerwowym, za to rozgrywki 2011/2012 spędził na wypożyczeniu w Realu Betis, w którym zwykle wybiegał na plac gry w wyjściowej jedenastce. W międzyczasie posiadacz jego kadry zawodniczej, Villarreal, spadł do drugiej ligi.
W czerwcu 2012 Montero przeszedł do meksykańskiej ekipy Monarcas Morelia za sumę 3,5 miliona euro, podpisując z nią trzyletni kontrakt. W tamtejszej Primera División zadebiutował 21 lipca w zremisowanym 0:0 pojedynku z Cruz Azul.
| Sezon     | Klub                     | Kraj      | Rozgrywki        | Mecze | Bramki |
| --------- | ------------------------ | --------- | ---------------- | ----- | ------ |
| 2007      | CS Emelec                | Ekwador   | Serie A          | 22    | 2      |
| 2008      | Independiente José Terán | Ekwador   | Serie B          | 25    | 8      |
| 2008/2009 | Dorados de Sinaloa       | Meksyk    | Liga de Ascenso  | 5     | 1      |
| 2009      | Independiente José Terán | Ekwador   | Serie B          | 12    | 11     |
| 2009/2010 | Villarreal CF            | Hiszpania | Primera División | 0     | 0      |
| 2010/2011 | Villarreal CF            | Hiszpania | Primera División | 9     | 1      |
| 2010/2011 | Levante UD               | Hiszpania | Primera División | 11    | 0      |
| 2011/2012 | Real Betis               | Hiszpania | Primera División | 32    | 1      |
| 2012/2013 | Monarcas Morelia         | Meksyk    | Primera División | 32    | 4      |
| 2013/2014 | Monarcas Morelia         | Meksyk    | Primera División | 25    | 5      |
| 2014/2015 | Swansea City             | Anglia    | Premier League   | 30    | 1      |
| 2015/2016 | Swansea City             | Anglia    | Premier League   | 23    | 0      |
| 2016/2017 | Swansea City             | Anglia    | Premier League   | 13    | 0      |
| 2017/2018 | Getafe CF                | Hiszpania | Primera División | 4     | 0      |

## Kariera reprezentacyjna
W 2007 roku Montero został powołany do reprezentacji Ekwadoru U-20 na Igrzyska Panamerykańskie w Rio de Janeiro. Tam wystąpił w sześciu spotkaniach, zdobywając dwa gole – w fazie grupowej z Brazylią (4:2) oraz w finale z Jamajką (2:1). Jego ekipa triumfowała w rozgrywkach, zdobywając pierwsze trofeum w historii ekwadorskiego futbolu. Dwa lata później Montero znalazł się w składzie na Młodzieżowe Mistrzostwa Ameryki Południowej, podczas których rozegrał cztery mecze, a Ekwadorczycy nie zdołali się zakwalifikować do Mistrzostwa Świata U-20 w Egipcie.
W seniorskiej reprezentacji Ekwadoru Montero zadebiutował za kadencji kolumbijskiego selekcjonera Luisa Fernando Suáreza, 22 sierpnia 2007 w wygranym 1:0 meczu towarzyskim z Boliwią. Premierowego gola w kadrze narodowej strzelił 27 maja 2009 w przegranym 1:3 sparingu z Salwadorem. Wziął udział w eliminacjach do Mistrzostw Świata 2010, podczas których wpisał się na listę strzelców w spotkaniu z Peru (2:1), jednak Ekwadorczycy nie zdołali zakwalifikować się na mundial. Występował również w eliminacjach do Mistrzostw Świata 2014.